# 9 شوال
- السبت
- الأحد
- الاثنين
- الثلاثاء
- الأربعاء
- الخميس
- الجمعة

- 2929 مارس 2025
- 130 مارس 2025
- 231 مارس 2025
- 31 أبريل 2025
- 42 أبريل 2025
- 53 أبريل 2025
- 64 أبريل 2025
- 75 أبريل 2025
- 86 أبريل 2025
- 97 أبريل 2025
- 108 أبريل 2025
- 119 أبريل 2025
- 1210 أبريل 2025
- 1311 أبريل 2025
- 1412 أبريل 2025
- 1513 أبريل 2025
- 1614 أبريل 2025
- 1715 أبريل 2025
- 1816 أبريل 2025
- 1917 أبريل 2025
- 2018 أبريل 2025
- 2119 أبريل 2025
- 2220 أبريل 2025
- 2321 أبريل 2025
- 2422 أبريل 2025
- 2523 أبريل 2025
- 2624 أبريل 2025
- 2725 أبريل 2025
- 2826 أبريل 2025
- 2927 أبريل 2025
- 3028 أبريل 2025
- 129 أبريل 2025
- 230 أبريل 2025
- 31 مايو 2025
- 42 مايو 2025

9 شوَّال أو 9 شوَّال المُکَرَّم أو 9 شوَّال المكرَّمة أو يوم 9 \ 10 (اليوم التاسع من الشهر العاشر) هو اليوم الخامس والسبعون بعد المائتين (275) من أيَّام السنة (أو السادس والسبعون بعد المائتين لو كان شهر شعبان مُتممًا لليوم الثلاثين أو السابع والسبعون بعد المائتين لو أتم كلاً من صفر وربيع الآخر وجمادى الآخرة وشعبان ثلاثين يوماً) وفق التقويم الهجري القمري (العربي). يبقى بعده 79 أو 80 يومًا لانتهاء السنة.

## أحداث
- 926 هـ - تولي سليمان القانوني الحكم على الدولي العثمانية خلفا لأبيه سليم الأول.
- 1019 هـ - التوقيع في لاهاي على أول اتفاقية بين المغرب وهولندا.
- 1292 هـ - القوات الإثيوبية بقيادة البريطاني كيركهام تحاصر في وادي ثم تبيد فرقة مصرية قوامها 2000 جندي يقودهم السويسري منزينجر باشا في «معركة جوندت» وذلك ضمن حملة الحبشة.
- 1319 هـ - سقوط مدينة الرياض بيد عبد العزيز آل سعود.
- 1347 هـ - إنشاء جهاز بوليسي لمكافحة المخدرات في مصر، وكان أول جهاز من نوعه في المشرق العربي.
- 1353 هـ - بدأ تشغيل خط أنابيب النفط الذي يربط بين مدينة الموصل في العراق وميناء حيفا في فلسطين.
- 1369 هـ - طائرات حربية إسرائيلية تعترض طائرة ركاب لبنانية في المجال الجوي اللبناني فوق الجنوب وتطلق عليها الرصاص مما يؤدي إلى مقتل اثنين من ركابها.
- 1387 هـ - إنشاء منظمة الأقطار العربية المصدرة للبترول.
- 1388 هـ - قوات إسرائيلية تدمر على أرض مطار بيروت 13 طائرة مدنية لبنانية.
- 1389 هـ - الاتفاق النهائي بين المملكة العربية السعودية ودولة الكويت على اقتسام المنطقة المحايدة بينهما.
- 1410 هـ - قوات البحرية الإسرائيلية تطلق النار على يخت الملك حسين في خليج العقبة.
- 1431 هـ - إسرائيل تغتال إياد شلباية أحد قياديي كتائب عز الدين القسام في منزله بمخيم نور شمس في طولكرم.
- 1439 هـ -
  - الإعلان عن فوز الرئيس التُركي رجب طيب أردوغان بِولايةٍ رئاسيَّةٍ ثانية بعد أن حصد ما نسبته 52.59% من أصوات الناخبين في الانتخابات الرئاسيَّة المُبكرة.
  - السلطات السعودية تعلن رسميا رفع حظر قيادة المرأة السعودية للسيارة.
- 1440 هـ - هجوم صاروخي يستهدف مطار أبها الدولي جنوب السعودية، تبنّته حركة أنصار الله الحوثية، مُعطِّلًا الملاحة الدولية بالمطار لعدة ساعات وأسفر عن إصابة ستة وعشرين مدنيًا من جنسيات مختلفة.

## مواليد
- 1335 هـ - يحيى شاهين، ممثل مصري.
- 1364 هـ - ليلى نظمي، مغنية مصرية.
- 1372 هـ - بينظير بوتو، رئيسة وزراء باكستان.
- 1381 هـ - أحمد الجسمي، ممثل إماراتي.
- 1399 هـ - كرم جابر، مصارع مصري.
- 1402 هـ - جهاد الحسين، لاعب كرة قدم سوري.
- 1404 هـ - نايف فايز، ممثل سعودي.
- 1406 هـ - فاطمة اختصاري، شاعرة إيرانية.
- 1407 هـ - مبارك البلوشي، لاعب كرة قدم كويتي.

## وفيات
- 110 هـ - محمد بن سيرين، محدث وفقيه وومفسر رؤى مسلم.
- 419 هـ - عبد المحسن الصوري، شاعر مسلم.
- 669 هـ - عبد الحق بن سبعين، فيلسوف ومتصوف أندلسي.
- 671 هـ - شمس الدين القرطبي، مفسر وفيه ومحدث أندلسي مصري.
- 926 هـ - سليم الأول، تاسع سلاطين آل عثمان.
- 1345 هـ - محمد بك الخضري، عالم ومؤرخ إسلامي مصري.
- 1368 هـ - عمر بن حمدان، عالم مسلم تونسي.
- 1381 هـ - مولود فرعون، كاتب جزائري.
- 1402 هـ - عبد القادر بن أحمد الجزائري، فقيه سعودي.
- 1405 هـ - إلياس سركيس، رئيس الجمهورية اللبنانية السادس.
- 1411 هـ - زين العشماوي، ممثل مصري.
- 1416 هـ - خالد محمد خالد، مفكر إسلامي مصري.
- 1417 هـ - عبد الفتاح أبو غدة، عالم دين سوري.
- 1421 هـ - محمد راشد العقروقة، ممثل كويتي.
- 1431 هـ - إياد شلباية، قيادي في كتائب عز الدين القسام.
- 1434 هـ - عبد الرحمن السميط، داعية إسلامي وطبيب كويتي.
- 1435 هـ - خليل مرسي ممثل مصري.
- 1441 هـ - رزاق إبراهيم حسن، صحفي وشاعر وكاتب عراقي.
- 1442 هـ - سمير غانم، ممثل مصري.

## وصلات خارجية
- موقع قصة الإسلام: حدث في شهر شوَّال.